# Comentario al Apocalipsis
Commentarium in Apocalypsin (Comentario al Apocalipsis) es la principal obra de Beato de Liébana. Se la dedicó a Eterio de Osma, otro religioso que se refugió en la Liébana cántabra, huyendo de la invasión árabe. La atribución de la obra a Beato se considera cierta, aunque no tenemos ningún testimonio directo de que su autor sea él. La obra generó una de las más importantes colecciones de manuscritos iluminados, los llamados «beatos».
El Commentarium consta de doce libros y se supone que tuvo varias redacciones. El cálculo de las edades del mundo en el libro IV induce a sospecharlo. La primera redacción se remontaría al año 776 y la segunda al 786, en plena controversia adopcionista. En ésta habría una refundición, añadido de textos ajenos al comentario, modificación de la cronología y la dedicatoria a Eterio de Osma. La autoría del Commentarium se basa precisamente en la dedicatoria y en la suposición generalizada de que en esa época y en esa parte de la cristiandad solo podía componer una tal obra el autor del Apologeticum adversus Elipandum, obra con la que tiene coincidencias textuales.
Debido a su importancia y calidad visual, estos comentarios forman parte del Programa Memoria del Mundo de la Unesco desde el año 2015, en una candidatura compartida por España y Portugal.

## Método de composición
El autor sigue un método de composición identificable: después de transcribir los versículos del Apocalipsis, hace un comentario casi frase por frase, palabra por palabra, con las fuentes que hemos dicho. Sin embargo, muchas veces, una palabra o una idea de ese comentario le dan pie a ir ensartando en cascada citas que le pueden llevar a observaciones que están ya muy lejos del objeto inicial del comentario. 
Cuando en su cosido de retales el lebaniego baja la guardia se deslizan referencias político-jurídicas y geográficas ajenas a su mundo y a su tiempo. Son los conocidos como 'pasajes africanos' del "Comentario", debidos a la copia literal de Ticonio. También el leve toque donatista de este autor se infiltra en algunos pasajes que el Beato transcribe sin percatarse de que respondían a la lucha ideológica contra los vándalos arrianos de tiempos de Ticonio o quizás pensando en su transposición contra el Islam.

## Finalidad de la obra
- El canon XVII del Cuarto Concilio de Toledo, que se celebró en 633, obligaba la lectura del Apocalipsis en la liturgia de los días que van de la Pascua a Pentecostés. La Hispania visigoda había rechazado la canonicidad del Apocalipsis, dado que imperaba el arrianismo y solo con la conversión de Recaredo I ( 559 - 601 ) que se hizo pública en 589 fue aceptado por la Iglesia hispana. Quizá la prescripción de un libro de interpretación tan difícil no se extendió con la inmediatez que indicaba el Concilio. Un siglo y medio después, el texto de este libro de la Biblia con el comentario de Beato se había difundido ya por buena parte de los monasterios de la zona cristiana de la península ibérica. El valor homilético de la obra es evidente: con su "Comentario" Beato quería ofrecer material adecuado para la predicación del Apocalipsis. Ponía en manos de los monjes predicadores un compendio teológico de ortodoxia irrefutable, de sólida base patrística con elementos de dogmática, moral y exégesis espiritual.
- Sin embargo, en la dedicatoria, Beato se refiere al studium de los hermanos, lo que apoyaría otra finalidad de su obra: contribuir a la instrucción de los monjes, ayudar a su edificación espiritual. Para nuestro autor, el monje en su renuncia al mundo se enfrenta continuamente a la tensión maniquea entre cuerpo y alma, al dualismo agónico entre el reino de Dios y el del diablo. Esta batalla se vence en el plano individual con la doctrina moral, con valores ascéticos (humildad, desprendimiento de bienes terrenales, virginidad). Superada la renuncia al mundo, el monje está llamado a un progreso en la edificación espiritual, debiendo aspirar a la perfección. Beato invita con frecuencia a que la lectio divina sea la vía de ascenso espiritual para llegar a ver a Dios con los ojos del corazón y disfrutar en vida del reino futuro.
- Con su explicación del Apocalipsis, Beato pretendía además preparar a los creyentes para el fin del mundo, que había de sobrevenir, según sus cálculos, al final del sexto milenio, en el año 800 de nuestra era. De todas formas, Beato mantenía una cierta cautela y afirmaba que los hombres "desconocemos si se acortarán" los años que restaban para la llegada del milenio. La figura del Anticristo, entendida como todo aquel que no reconoce a Cristo, recorre el "Comentario" casi como hilo conductor y a él se le dedican páginas enteras: a su número, a su nombre, a su papel en el final de los tiempos.

## Precedentes
En la Iglesia Oriental, se mantuvo la sospecha sobre la autenticidad del Libro del Apocalipsis hasta el siglo VI, lo que propició la escasa atención por los padres de Oriente a este libro bíblico. Solo lo comentaron Ecumenio y Andrés de Capadocia. En Occidente, en cambio, el libro gozó de prestigio y los comentarios proliferaron.
- El primero fue el de Victorino, obispo en Panonia superior y mártir en las persecuciones de Diocleciano, a finales del siglo III. Victorino solo comentaba los pasajes de más difícil interpretación. San Jerónimo hizo de este comentario una segunda redacción, donde añadió algunos textos ortodoxos sobre el reino de los mil años y mejoró el estilo del texto latino del autor, que era de origen griego. Para Victorino la bestia es Nerón y los dos testigos son Elías y Jeremías.
- A finales del siglo IV, Ticonio, autor africano, compuso un comentario que tuvo gran difusión y marcó pautas que siguieron buena parte de los comentaristas. Hemos perdido su obra, pero quienes la utilizaron, como Beato, nos han legado la esencia de un trabajo, en el que se utilizaba una versión latina del texto del Apocalipsis, que es la que aparece en el Comentario de Beato.
- Primasio, obispo de Adrumeto (África), muerto a mediados del siglo VI, compuso su Comentario a partir de Ticonio, corrigiendo y limpiando, según indica en su introducción, lo superfluo, lo redundante, lo inapropiado y lo contrario a la 'sana doctrina'.
- Casiodoro Senador (muerto en c. 570), dignatario del emperador Teodorico el Grande, se retiró en 540 al monasterio de Vivario (sur de Italia), que él fundara. Allí compuso su "Comentario", siguiendo a Primasius y, a través de él, a Ticonio, aportando una interpretación escatológica y parusíaca del Apocalipsis.
- Apringio de Beja (Portugal, bajo el rey visigodo Teudis) fue autor ensalzado por San Isidoro, que escribió un "Comentario" original donde se interpretan los siete sellos apocalípticos siguiendo el rito de la misa mozárabe: Encarnación, Nacimiento, Pasión, Muerte, Resurrección, Gloria y Reino.
- Cesáreo de Arlés escribió en la primera mitad del siglo VI unas homilías sobre el Apocalipsis, que durante tiempo fueron atribuidas a San Agustín, donde se sigue la pauta exegética de Primasio.
- Beda, que murió en 735, compuso un "Comentario" donde se cita a Ticonio, aunque también conocía la obra de Primasio. De Ticonio elimina observaciones sospechosas de heterodoxia y digresiones prescindibles.
- Ambrosio de Autpert es ya contemporáneo de Beato. Es deudor de la obra de Ticonio, aunque también fue influido por Primasio y Beda. Su obra tiene similitudes con la de Beato, especialmente en el tratamiento de las recapitulaciones.